# عصور ما قبل التاريخ في ترانسيلفانيا

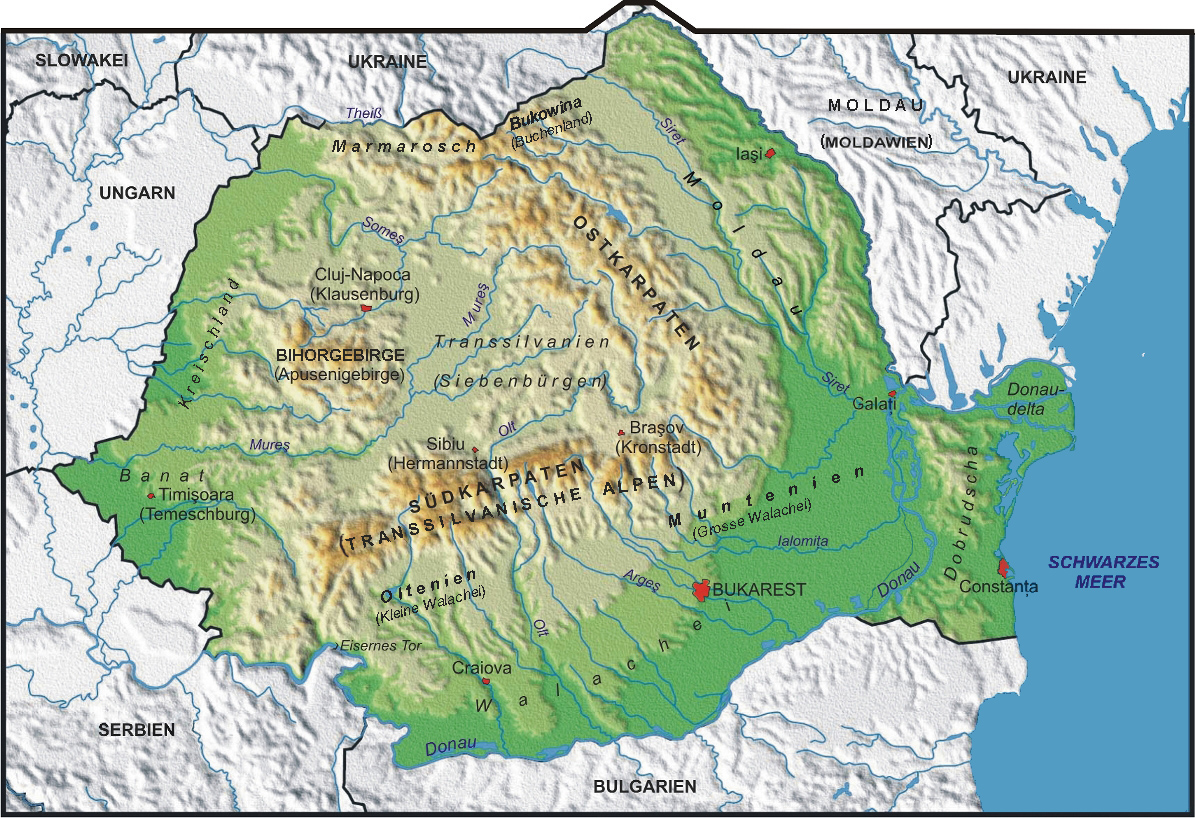
ترانسيلفانيا هي هضبة في شمال غرب وسط رومانيا ، تحدها جبال الكاربات من الشرق والجنوب وجبال أبوسيني من الغرب.

تصف عصور ما قبل التاريخ في ترانسيلفانيا ما يمكن تعلمه عن المنطقة المعروفة باسم ترانسيلفانيا من خلال علم الآثار والأنثروبولوجيا واللسانيات المقارنة وغيرها من العلوم المتعلقة.
ترانسيلفانيا هي هضبة أو سهل واسع في شمال غرب وسط رومانيا. تحدها وتعين حدودها جبال الكاربات من الشرق والجنوب وجبال أبوسيني من الغرب. ولأنها منطقة متنوعة ومحمية نسبيًا فقد كانت دائمًا غنية بالحياة البرية، ولا تزال واحدة من أكثر المناطق تنوعًا بيئيًا في أوروبا. تحتوي الجبال على عدد كبير من الكهوف التي جذبت البشر والحيوانات على حد سواء. إحدى هذه الكهوف هو كهف الدببة الذي كان موطنًا لعدد كبير من دببة الكهوف والتي اكتشفت بقاياها عندما اكتشف الكهف في عام 1975. أما الكهوف الأخرى في المنطقة كانت تؤوي البشر الأوائل.
عصور ما قبل التاريخ هي أطول فترة في تاريخ البشرية، كانت الكتابة خلالها لا تزال مجهولة. ينطبق هذا تحديدًا في ترانسيلفانيا في العصر الحجري القديم والعصر الحجري الحديث والعصر البرونزي والعصر الحديدي.